# Apache-Sitgreaves National Forests
Die Apache-Sitgreaves National Forests sind zwei Nationalforste in den Vereinigten Staaten. Es handelt sich um zwei insgesamt 1175 km² große Waldgebiete, die sich entlang des Mogollon Rim und der White Mountains im östlichen Arizona bis hinein nach New Mexico erstrecken. Die Verwaltung erfolgt durch die Forstverwaltung des US-Landwirtschaftsministeriums in Springerville. Die höchste Erhebung im Park ist der Mount Baldy (3500 m). Im Osten des Parks an der Grenze zu New Mexico schließt sich der Gila National Forest an. In dem Areal wurde der Mexikanische Wolf wieder angesiedelt. 
Im Nationalforst befinden sich 34 Seen und Stauseen. Zu den größeren gehören:
- Big Lake
- Woods Canyon Lake
- Willow Springs Lake
- Black Canyon Lake
- Chevelon Canyon Lake
- Luna Lake
- Bear Canyon Lake
- Crescent Lake